# Fénétrange
Fénétrange (Finschtinge en lorrain et en alsacien, Finstingen en allemand), est une commune française située sur les rives de la Sarre, dans le département de la Moselle, en région Grand Est.
Cette commune se trouve dans la région historique de Lorraine et fait partie du pays de Sarrebourg.

## Géographie

### Localisation
Fénétrange se situe près de la limite entre la Moselle et l'Alsace bossue. Cette commune fait partie du parc naturel régional de Lorraine et  de la ZNIEFF du pays des étangs à cause du Long étang de Fénétrange.

### Géologie et relief
Hydrogéologie et climatologie : Système d’information pour la gestion des eaux souterraines du bassin Rhin-Meuse :
Territoire communal : Occupation du sol (Corinne Land Cover); Cours d'eau (BD Carthage),
Géologie : Carte géologique; Coupes géologiques et techniques,
 Hydrogéologie : Masses d'eau souterraine; BD Lisa; Cartes piézométriques.

### Sismicité
Commune située dans une zone 2 de sismicité faible.

### Climat
Pour des articles plus généraux, voir Climat du Grand Est et Climat de la Moselle.
En 2010, le climat de la commune est de type climat des marges montargnardes, selon une étude du Centre national de la recherche scientifique s'appuyant sur une série de données couvrant la période 1971-2000. En 2020, Météo-France publie une typologie des climats de la France métropolitaine dans laquelle la commune est exposée à un climat semi-continental et est dans la région climatique  Vosges, caractérisée par une pluviométrie très élevée (1 500 à 2 000 mm/an) en toutes saisons et un hiver rude (moins de 1 °C).
Pour la période 1971-2000, la température annuelle moyenne est de 9,8 °C, avec une amplitude thermique annuelle de 17,1 °C. Le cumul annuel moyen de précipitations est de 872 mm, avec 11,8 jours de précipitations en janvier et 9,4 jours en juillet. Pour la période 1991-2020, la température moyenne annuelle observée sur la station météorologique de Météo-France la plus proche, « Berg », sur la commune de Berg à 12 km à vol d'oiseau, est de 10,4 °C et le cumul annuel moyen de précipitations est de 801,8 mm. 
La température maximale relevée sur cette station est de 37,4 °C, atteinte le 25 juillet 2019 ; la température minimale est de −16,8 °C, atteinte le 7 février 2012,,.
Les paramètres climatiques de la commune ont été estimés pour le milieu du siècle (2041-2070) selon différents scénarios d'émission de gaz à effet de serre à partir des nouvelles projections climatiques de référence DRIAS-2020. Ils sont consultables sur un site dédié publié par Météo-France en novembre 2022.

### Voies de communications et transports

#### Voies routières
- Autoroute A4 : Échangeurs Sarre-Union, Phalsbourg, Sarreguemines.

#### Transports en commun
- Fluo Grand Est.

#### Lignes SNCF
- Gare de Sarre-Union,
- Gare de Schopperten,
- Gare de Sarrebourg,
- Gare de Réding,
- Gare de Voellerdingen.

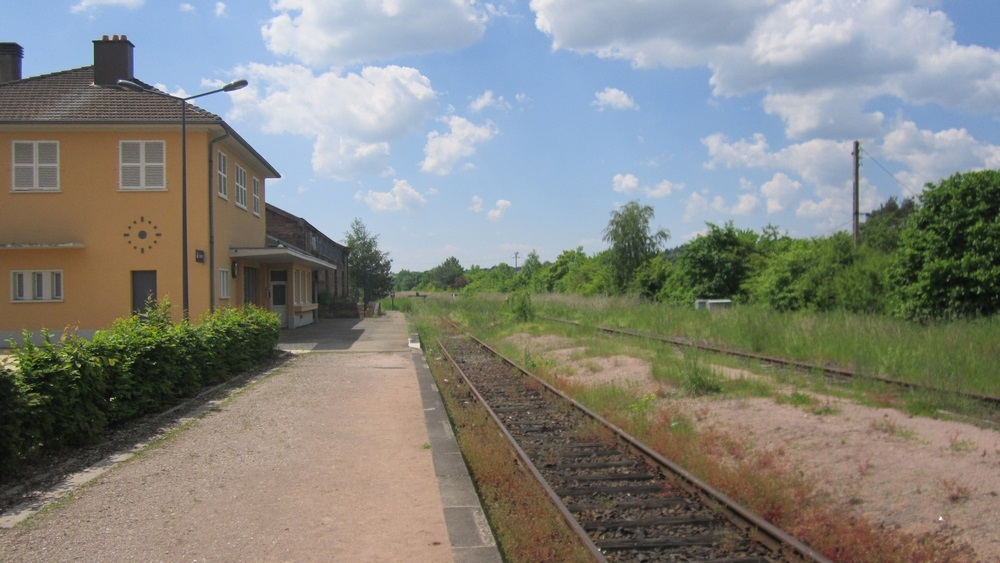
Gare de Sarre-Union.

(La gare de Fénétrange est située sur la ligne Sarrebourg - Sarre-Union - Sarreguemines. Cependant la gare et la ligne sont fermées à tout trafic.)

### Hydrographie et les eaux souterraines
La commune est située dans le bassin versant du Rhin au sein du bassin Rhin-Meuse. Elle est drainée par la Sarre, le ruisseau du Petit Wackenweiher, le ruisseau le Rodel, le ruisseau le Trinkpack et le ruisseau l'Otterbach.
La Sarre, d'une longueur totale de 129,2 km, est un affluent de la Moselle et donc un sous-affluent du Rhin, qui coule en Lorraine, en Alsace bossue et dans les Länder allemands de la Sarre (Saarland) et de Rhénanie-Palatinat (Rheinland-Pfalz).

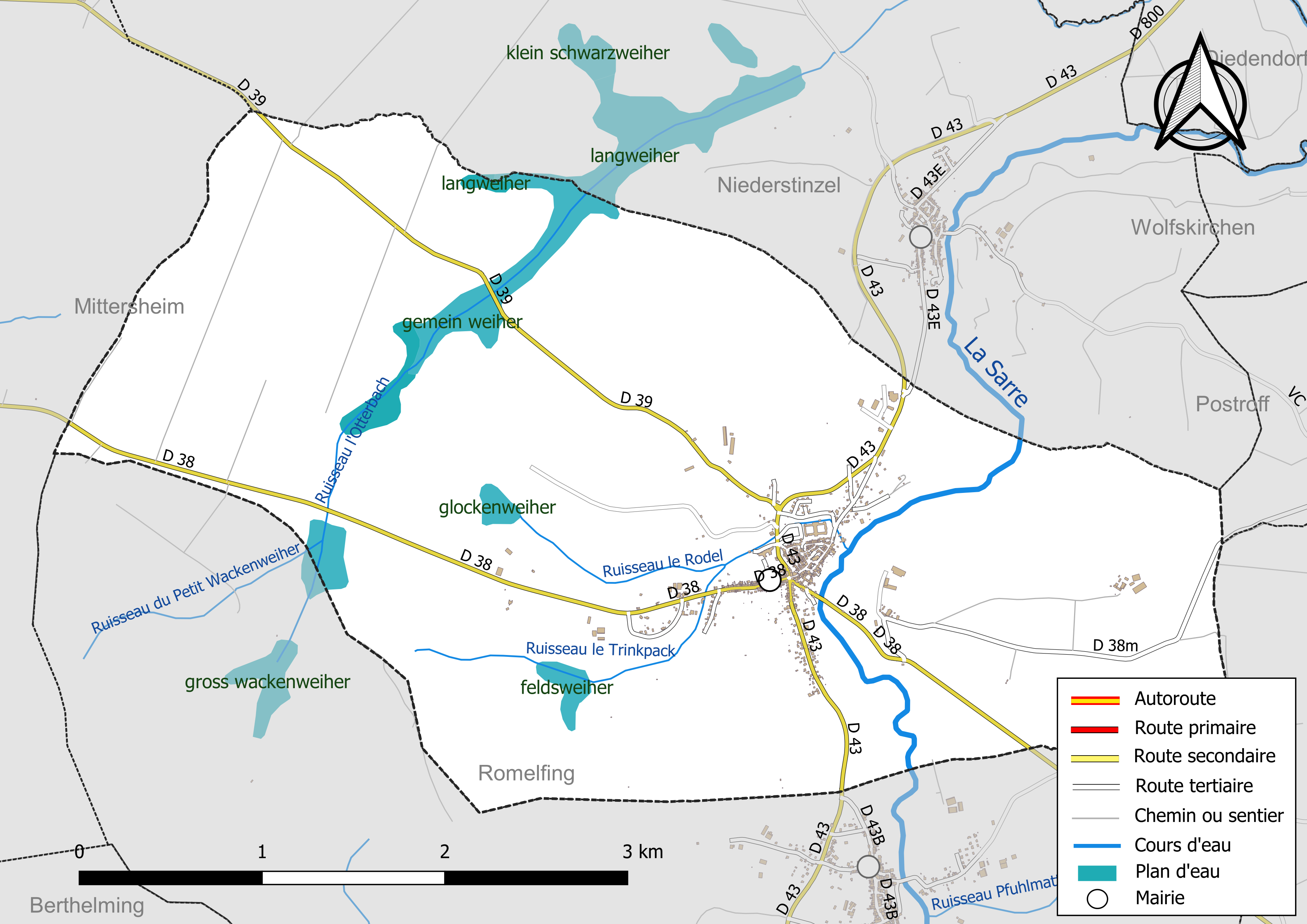
Réseaux hydrographique et routier de Fénétrange.

La qualité des eaux des principaux cours d’eau de la commune, notamment de la Sarre, peut être consultée sur un site dédié géré par les agences de l’eau et l’Agence française pour la biodiversité.

## Urbanisme

### Typologie
Au 1er janvier 2024, Fénétrange est catégorisée commune rurale à habitat dispersé, selon la nouvelle grille communale de densité à sept niveaux définie par l'Insee en 2022.
Elle est située hors unité urbaine. Par ailleurs la commune fait partie de l'aire d'attraction de Sarrebourg, dont elle est une commune de la couronne,. Cette aire, qui regroupe 87 communes, est catégorisée dans les aires de 50 000 à moins de 200 000 habitants,.

### Occupation des sols
L'occupation des sols de la commune, telle qu'elle ressort de la base de données européenne d’occupation biophysique des sols Corine Land Cover (CLC), est marquée par l'importance des territoires agricoles (52,8 % en 2018), en diminution par rapport à 1990 (55,1 %). La répartition détaillée en 2018 est la suivante : 
prairies (42,1 %), forêts (38 %), terres arables (10,7 %), zones urbanisées (5,3 %), eaux continentales (2,1 %), milieux à végétation arbustive et/ou herbacée (1,8 %). L'évolution de l’occupation des sols de la commune et de ses infrastructures peut être observée sur les différentes représentations cartographiques du territoire : la carte de Cassini (XVIIIe siècle), la carte d'état-major (1820-1866) et les cartes ou photos aériennes de l'IGN pour la période actuelle (1950 à aujourd'hui).

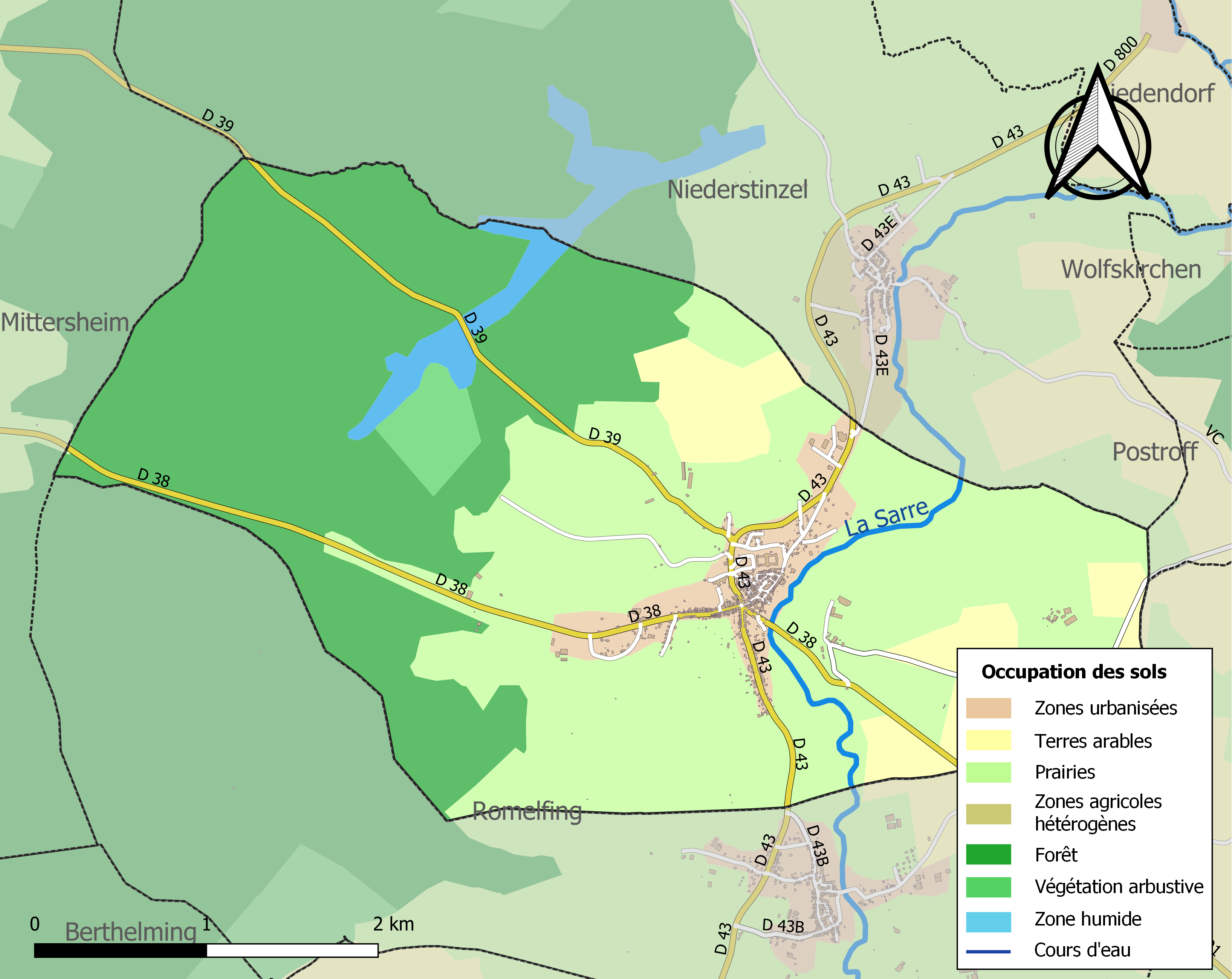
Carte des infrastructures et de l'occupation des sols de la commune en 2018 (CLC).

## Toponymie

### Attestations anciennes
Filestengas (Xe siècle), Filistenges et Vinstringen (1070), Philistingis (1136), Phylestanges (1222), Finstingen (1323), Vinstingen (1328), Vinstinga (1340), Fenestranges (1433), Phinstingen (1558), Vinstringium (1675), Fénétrange (1793), Fénestrange (XIXe siècle) Finstingen (1871-1918)
En allemand : Finstingen, et Vinstingen. En francique lorrain : Finschtinge.

### Étymologie
Étymologiquement, Fénétrange signifie « habitations au bord d'une courbure ». Son nom latin est Philestangia. Il fut germanisé en Vinstingen. Selon Ernest Nègre, le toponyme viendrait d'un nom de personne germanique Filisteus suivi du suffixe -ing. Alors que d'autres toponymistes y voient un nom de femme Filista.

## Histoire
Le nom de Fénétrange fut mentionné officiellement pour la première fois le 18 septembre 1070, sous le règne de Henri IV. Plus précisément dans un document autorisant les abbesses de Remiremont, en partie propriétaire du domaine, à frapper une monnaie à Fénétrange, en échange du versement d'une redevance,.
En 1224, Merbode de Malberg devint le premier seigneur de Fénétrange.
Jadis bourg fortifié, Fénétrange était réputé imprenable. Il fut le siège d'une seigneurie relevant du Saint-Empire romain germanique. La famille de Malberg la scinda en 1259 en trois parties pour les deux fils de Merbode de Malberg:
- la seigneurie indivise, qui comprenait le château,
- le Col-de-Cygne, ou Schwanhals,
- la Tête-de-Braque ou Brackenkopf.

Par la suite, la  baronnie de Fénétrange comprit quatre parties : Schwanhals, Brackenkopf, Geroldseck, Rathsamhausen, que possédaient des branches des plus nobles familles de l'époque : Boppart, Lorraine, Salm, Croy, ou Vaudémont.
La veuve de Jean de Fénétrange, Béatrix d'Ogévillers, fonda la collégiale Saint-Pierre avec neuf chanoines vers 1444, et agrandit le chœur de l'église en 1463.
Les Rhingraves introduisirent la Réforme au milieu du XVIe siècle, et les chanoines furent contraints de se retirer à Donnelay en 1565 ; la collégiale passa alors aux luthériens, mais au terme d'un Berfried, un traité de paix entre les possesseurs de la seigneurie, la famille de Croy-Havré, en la personne de Diane de Dommartin, put faire ériger une chapelle catholique au château.
Le prince de Vaudémont fait revenir le chapitre en 1664 à la faveur de l'occupation française des duchés. La principauté de Salm-Salm conserve jusqu'en 1751 quelques droits sur la baronnie de Fénétrange.
Le temple protestant ne fut construit qu'en 1804.
De 1751 à 1766, le domaine de Fénétrange fut administré par le duc de Lorraine Stanislas Leszczynski. À la mort de celui-ci, Fénétrange fut rattaché au domaine du roi de France, Louis XV.
En 1782, la seigneurie de Fénétrange, comprenant alors 16 villages et plus de 4000 arpents de forêts, fut engagée au comte Jules de Polignac .
Par décret du 14 février 1791 , l'Assemblée Nationale prononça la réunion de la seigneurie au domaine national.
Comme les autres communes de l'actuel département de la Moselle, Fénétrange fut annexée à l’Empire allemand de 1871 à 1918. En 1914, les Mosellans se battent pour l’Empire allemand. Beaucoup tombèrent sous l’uniforme allemand. La victoire française en 1918 fut toutefois bien acceptée par les habitants du canton. Finstingen redevint Fénétrange.
La Seconde Guerre mondiale et l'Annexion marquèrent plus longtemps les esprits. La commune ne fut libérée qu'en novembre 1944, au prix d'importantes destructions.

## Politique et administration
| Période                                  | Période  | Identité          | Étiquette | Qualité                                             |
| ---------------------------------------- | -------- | ----------------- | --------- | --------------------------------------------------- |
| Les données manquantes sont à compléter. |          |                   |           |                                                     |
| 1959                                     | 1977     | René Jager        | MRP       | Conseiller général (1945-1976) sénateur (1959-1983) |
| 1977                                     | 1995     | Richard Walker    |           |                                                     |
| 1995                                     | 2008     | Pierre Rupp       |           |                                                     |
| 2008                                     | 2014     | Nicole Horvat     |           |                                                     |
| 2014                                     | En cours | Benoît Piatkowski |           |                                                     |

### Budget et fiscalité 2022
En 2022, le budget de la commune était constitué ainsi :
- total des produits de fonctionnement : 725 000 €, soit 1 032 € par habitant ;
- total des charges de fonctionnement : 921 000 €, soit 1 310 € par habitant ;
- total des ressources d'investissement : 600 000 €, soit 853 € par habitant ;
- total des emplois d'investissement : 775 000 €, soit 1 103 € par habitant ;
- endettement : 754 000 €, soit 1 073 € par habitant.

Avec les taux de fiscalité suivants :
- taxe d'habitation : 19,93 % ;
- taxe foncière sur les propriétés bâties : 33,87 % ;
- taxe foncière sur les propriétés non bâties : 45,28 % ;
- taxe additionnelle à la taxe foncière sur les propriétés non bâties : 0,00 % ;
- cotisation foncière des entreprises : 0,00 %.

Chiffres clés Revenus et pauvreté des ménages en 2020 : médiane en 2020 du revenu disponible, par unité de consommation : 21 470 €.

## Population et société

### Démographie

#### Évolution démographique
L'évolution du nombre d'habitants est connue à travers les recensements de la population effectués dans la commune depuis 1793. Pour les communes de moins de 10 000 habitants, une enquête de recensement portant sur toute la population est réalisée tous les cinq ans, les populations de référence des années intermédiaires étant quant à elles estimées par interpolation ou extrapolation. Pour la commune, le premier recensement exhaustif entrant dans le cadre du nouveau dispositif a été réalisé en 2005.

En 2022, la commune comptait 648 habitants, en évolution de −9,75 % par rapport à 2016 (Moselle : +0,52 %, France hors Mayotte : +2,11 %).
| 1793  | 1800  | 1806  | 1821  | 1831  | 1836  | 1841  | 1846  | 1851  |
| ----- | ----- | ----- | ----- | ----- | ----- | ----- | ----- | ----- |
| 1 215 | 1 370 | 1 486 | 1 277 | 1 375 | 1 473 | 1 470 | 1 492 | 1 434 |

| 1856  | 1861  | 1871  | 1875  | 1880  | 1885  | 1890  | 1895  | 1900  |
| ----- | ----- | ----- | ----- | ----- | ----- | ----- | ----- | ----- |
| 1 179 | 1 309 | 1 331 | 1 285 | 1 241 | 1 220 | 1 129 | 1 185 | 1 057 |

| 1905  | 1910  | 1921  | 1926 | 1931 | 1936 | 1946  | 1954  | 1962 |
| ----- | ----- | ----- | ---- | ---- | ---- | ----- | ----- | ---- |
| 1 116 | 1 058 | 1 032 | 943  | 899  | 935  | 1 078 | 1 064 | 855  |

| 1968 | 1975 | 1982 | 1990 | 1999 | 2005 | 2006 | 2010 | 2015 |
| ---- | ---- | ---- | ---- | ---- | ---- | ---- | ---- | ---- |
| 898  | 847  | 816  | 807  | 823  | 738  | 719  | 732  | 707  |

| 2020 | 2022 | - | - | - | - | - | - | - |
| ---- | ---- | - | - | - | - | - | - | - |
| 664  | 648  | - | - | - | - | - | - | - |

## Culture locale et patrimoine

### Lieux et monuments

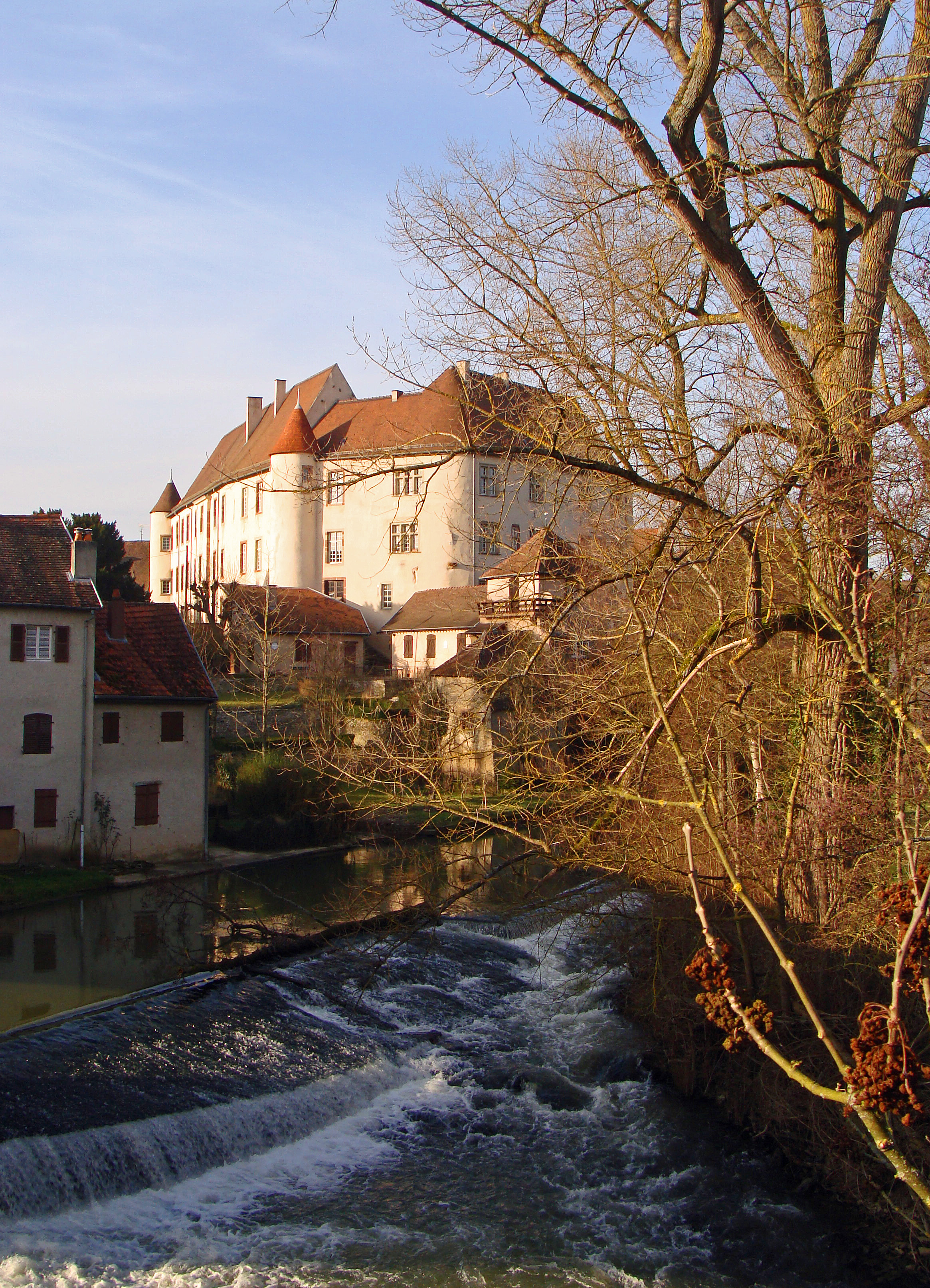
Le château de Fénétrange.

#### Édifices civils
- Vestiges gallo-romains.
- Le château du XIVe siècle reconstruit aux XVIe et XVIIe siècles, transformé en bâtiments publics ; chapelle du XVIe siècle et escalier hélicoïdal classés au titre des monuments historiques par arrêté du 13 décembre 1982[38]. Il est partiellement visitable à certaines période de l'année, en été notamment.
- « Porte de France » avec tour ronde : restes de l'enceinte XVe et XVIe siècles.
- Les façades sur rue avec leurs oriels et toitures de l'hôpital, 78, rue de l'Hôpital, sont inscrits sur l'inventaire supplémentaire des monuments historiques par arrêté du 4 août 1970[39].
- Oriel sculpté de l'immeuble 35, rue des Juifs inscrit au titre des monuments historiques par arrêté du 4 août 1970[40].
- Maison, 11, rue de la Cave, dont l'architecture en pan de bois est inscrite par arrêté du 3 mars 1993[41].
- Maison, 1, place Marcel-Dassault, datant du XVIe siècle inscrite par arrêté du 14 décembre 1992[42].
- Tour de Kyrbourg.

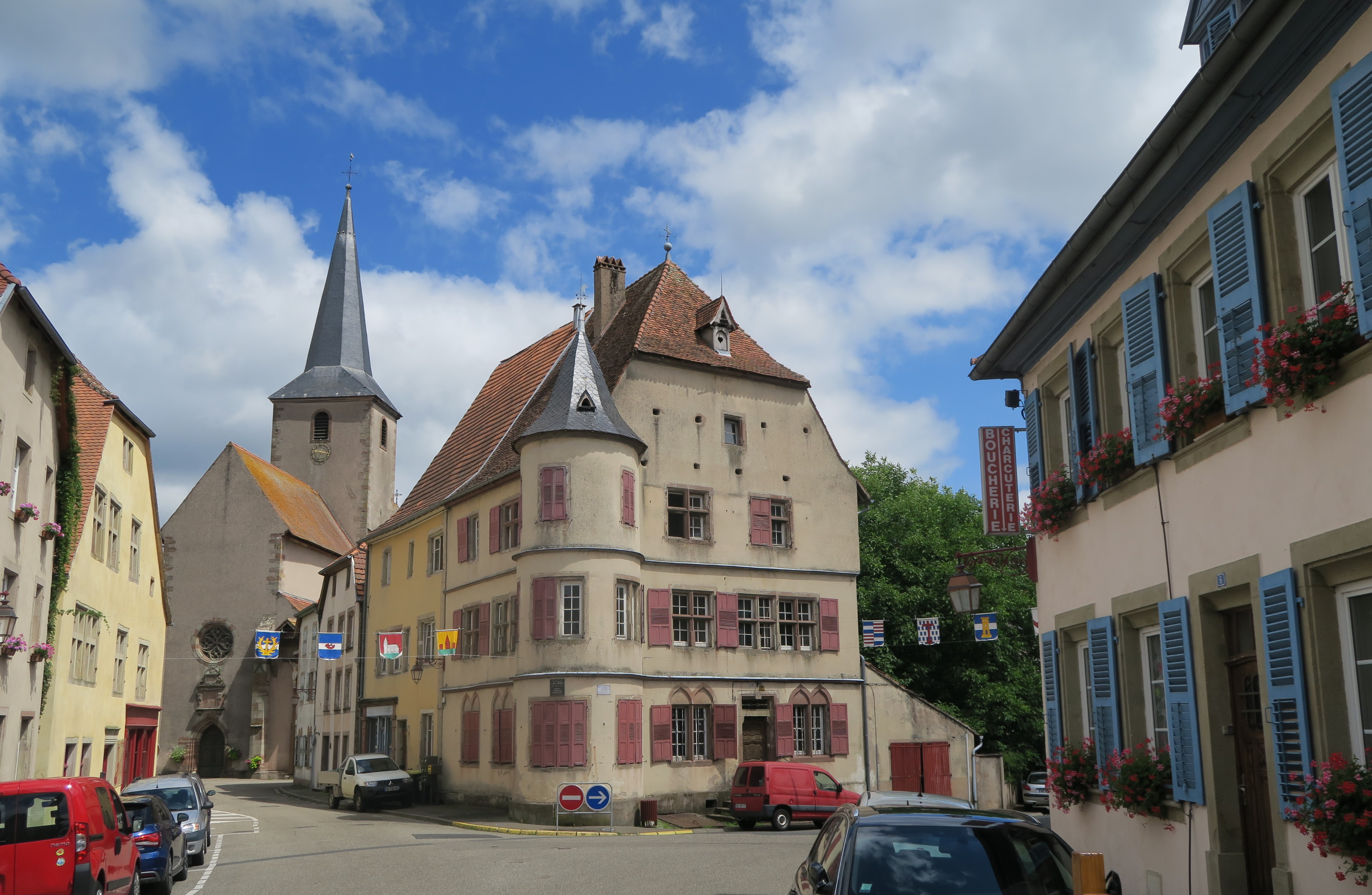
Maison des baillis de Fénétrange.
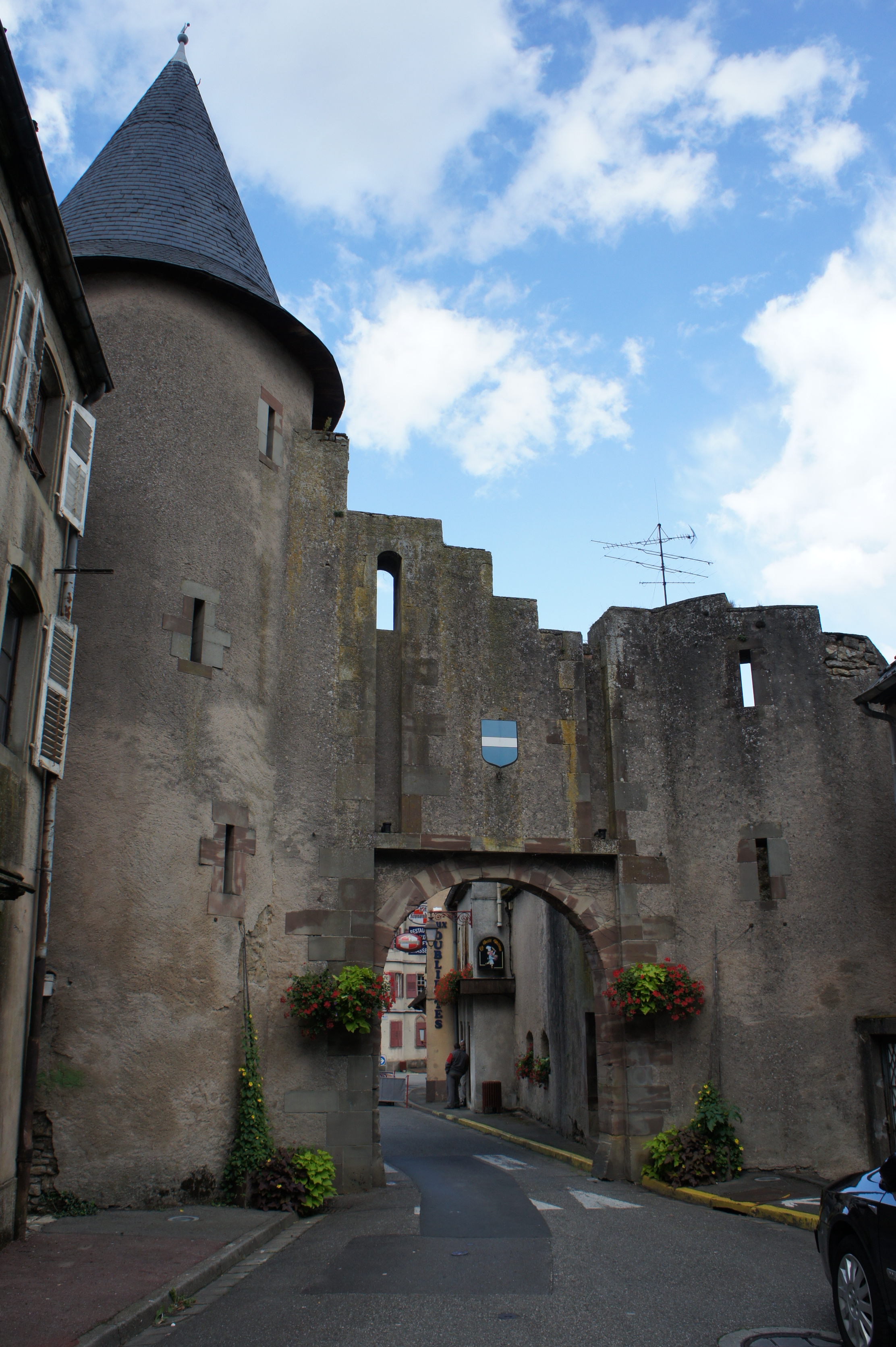
Porte de France.
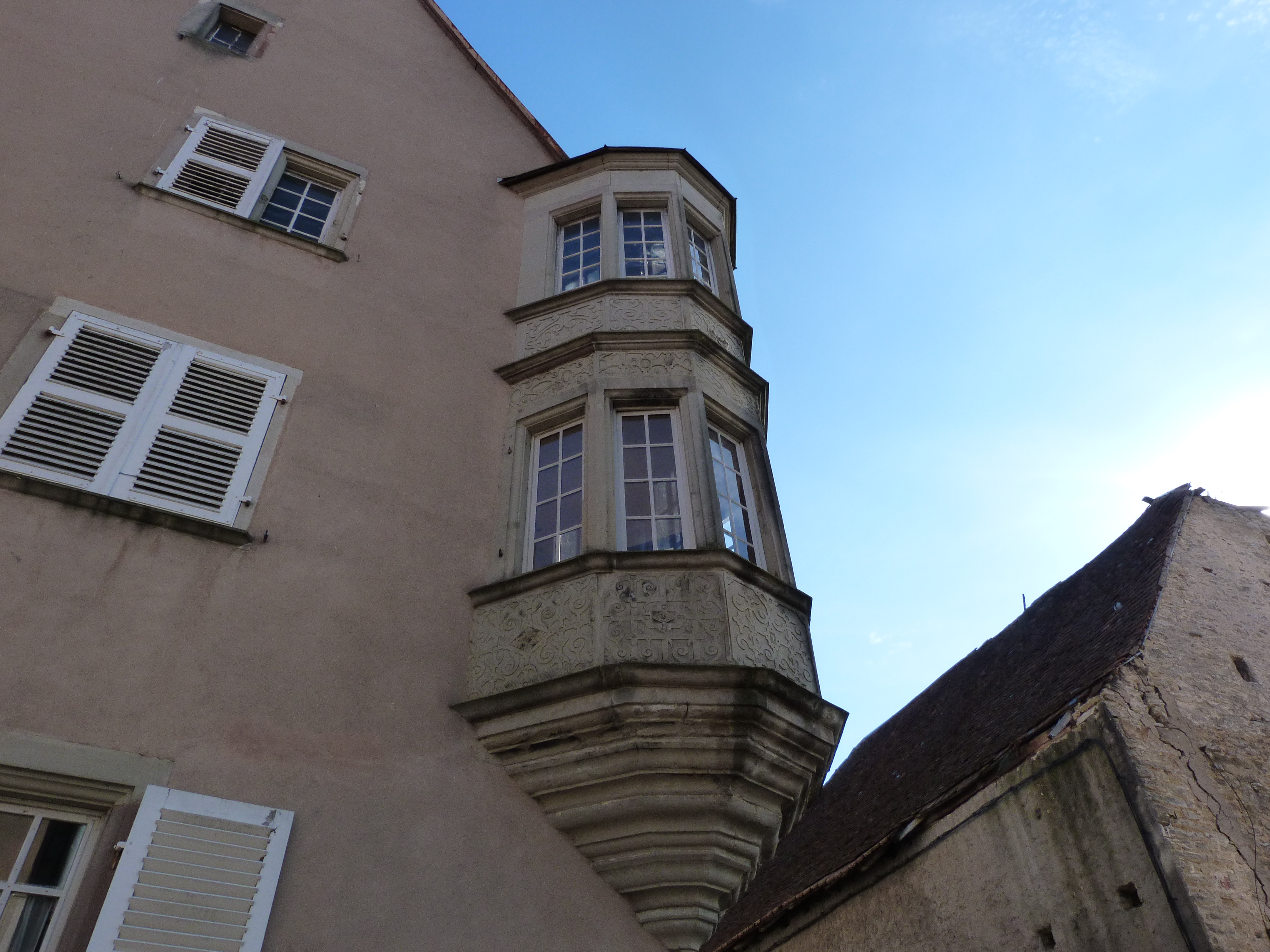
Hôpital de Fénétrange.

#### Édifices religieux
- Église Saint-Remy, collégiale gothique XVe siècle[43] : nef de trois travées flanquée de collatéraux, chœur à deux travées, abside à cinq pans, panneaux de vitrail exécutés par Thibaud de Lixheim fin XVe siècle (en grande partie détruits au cours de la dernière guerre), monument funéraire de Henri de Fénétrange (1385), mobilier et boiseries XVIIIe siècle ; elle abrite un grand orgue[44] et des verreries des XVe et XVIe siècles. L'édifice est l'objet d'un classement au titre des monuments historiques par journal officiel du 16 février 1930[45].
- Chapelle Sainte-Anne avec Ermitage « Brudergarten » 1706[46].
- Chapelle de la Vierge Marie du XVIIIe siècle  à l'ancien cimetière : pietà XVIIe siècle.
- Église luthérienne, rue de L'Hôtel-de-Ville construite entre 1805 et 1806[47].
- Synagogue, XVIIIe siècle, rue du Vieux-Pensionnat[48]. À l'origine, c'était une simple salle qui fut transmise par donation à la communauté par le sieur Cerf Bloch. L'origine modeste de la synagogue et le fait qu'elle ne fut pas dès le départ construite exclusivement dans un but religieux explique peut-être une singulière particularité : en dessous se trouvait (et se trouve encore aujourd'hui) une étable. La synagogue a été agrandie en 1836, reconstruite en 1865-1867. Des travaux de réfection y furent effectués en 1920-1921. Au moment de l'expulsion de 1940, tout fut détruit ou dispersé. En 1979, la synagogue fut aliénée, l’année d’après, le consistoire israélite vendit la synagogue.

Cimetière israélite.
- Monument aux morts[50] : Conflits commémorés : Guerres 1914-1918 - 1939-1945[51].
- Ancien pensionnat Notre-Dame de la Providence[52] : la construction débute en 1936 et la bénédiction de la chapelle ainsi que l’inauguration officielle se déroulent le 17 mai 1939. Au cours de la Seconde Guerre mondiale, l’édifice est occupé successivement par les troupes françaises, allemandes (avec notamment une école des Jeunesses hitlériennes) et américaines. À l’origine réservé aux filles, l’établissement accepte les garçons à partir des années 1980. Il est définitivement fermé en 2001.

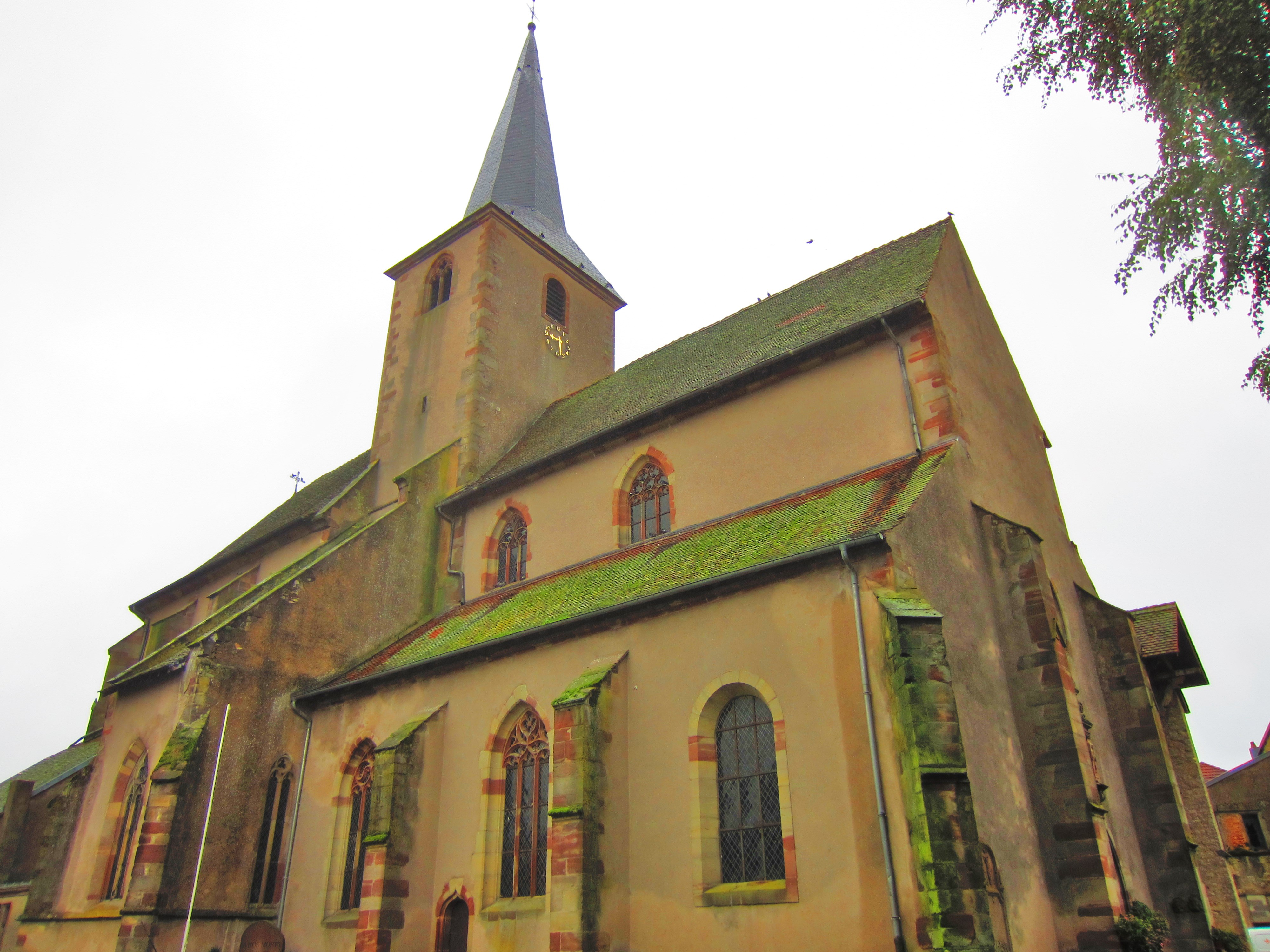
Église Saint-Remy.
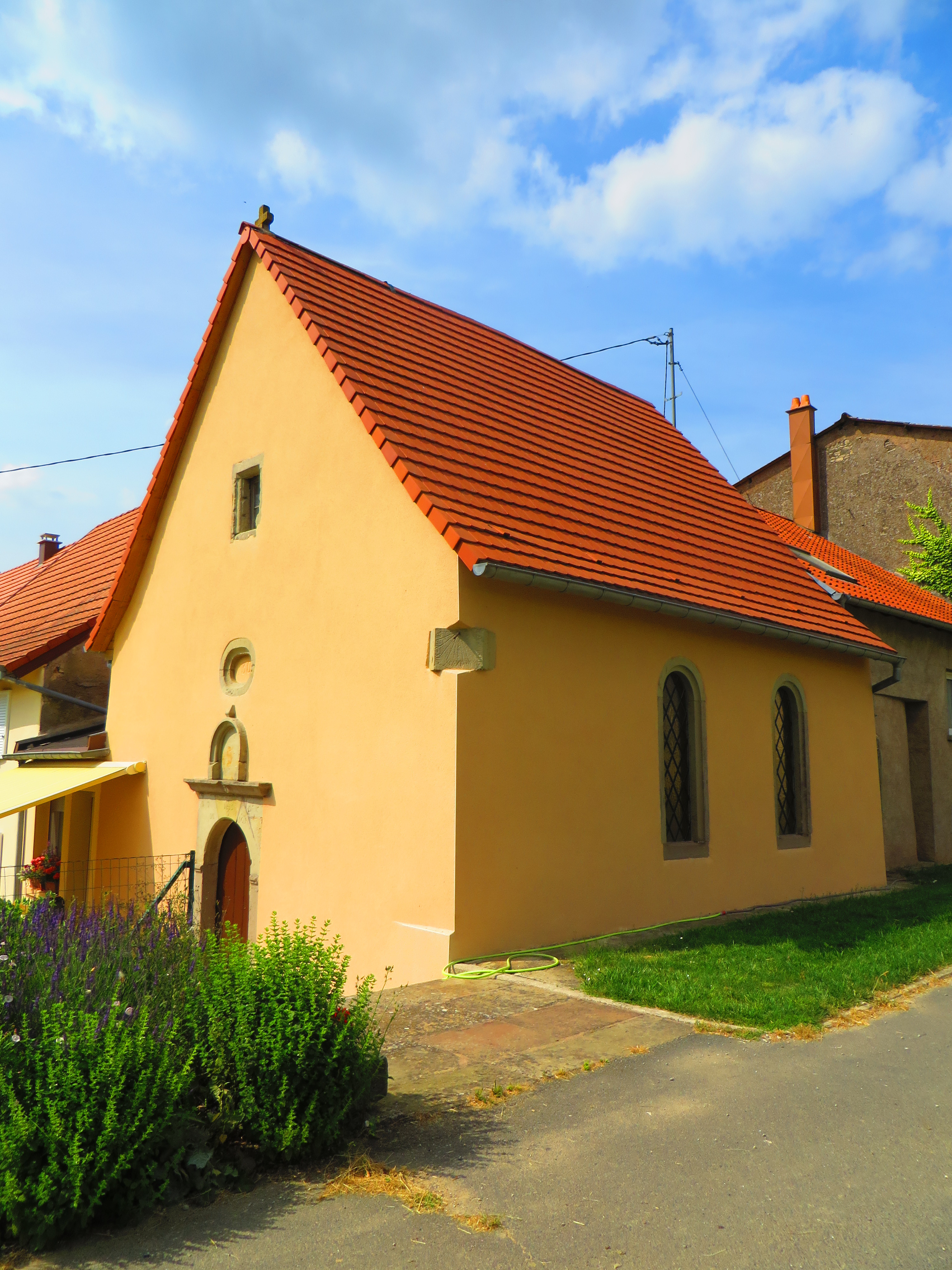
Chapelle Sainte-Anne.
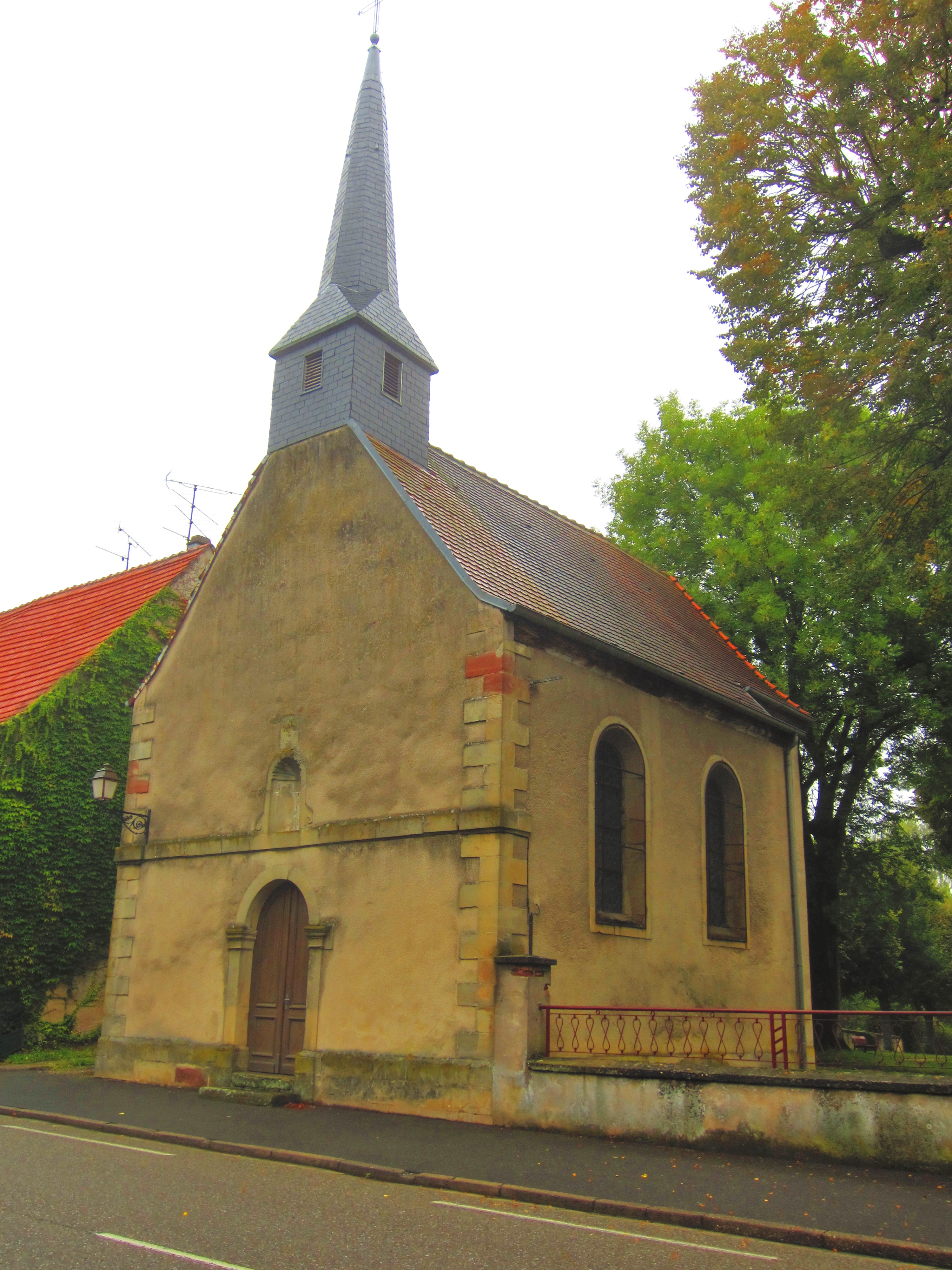
Chapelle de la Vierge.
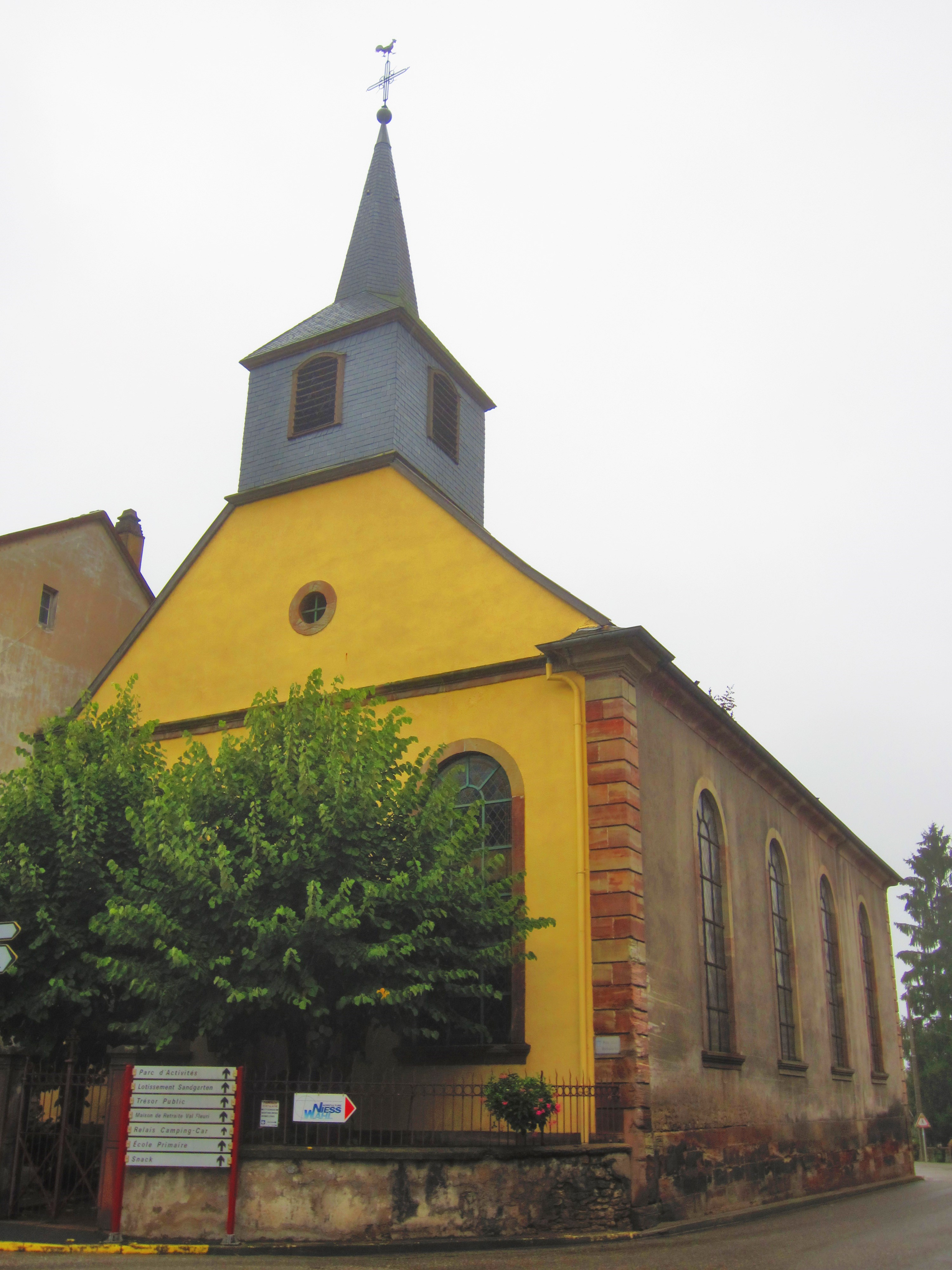
Église luthérienne.
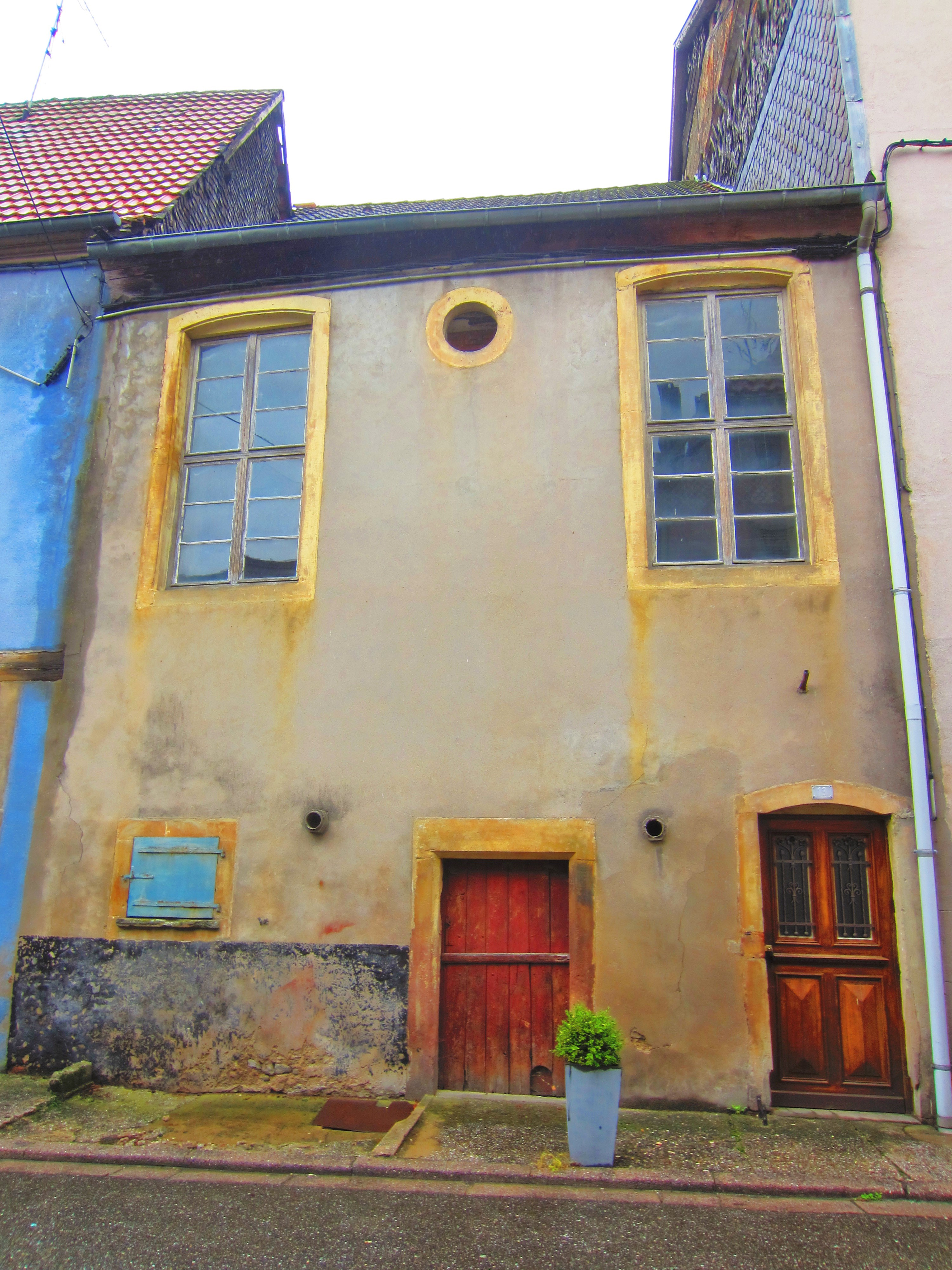
Synagogue.
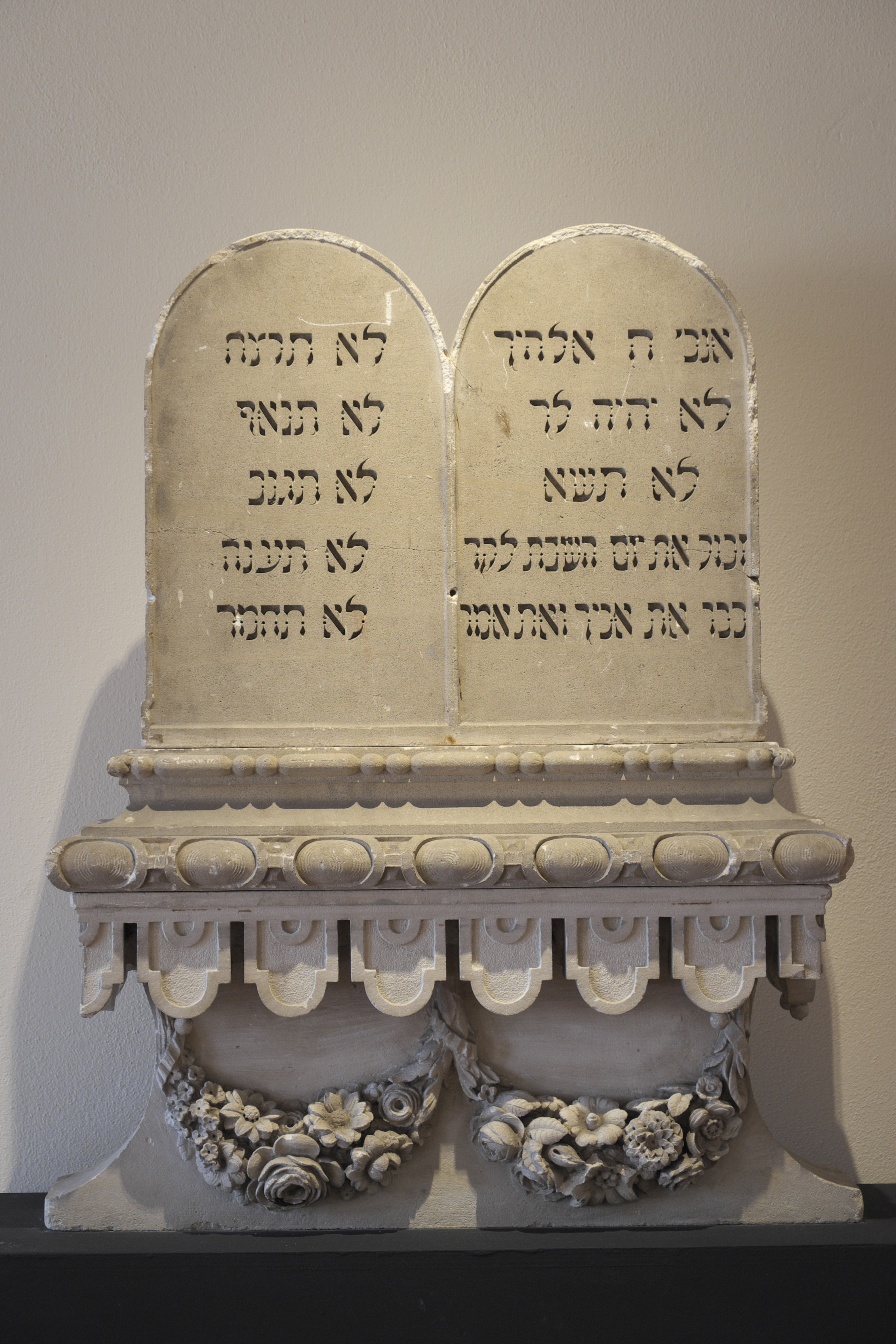
Tables de la Loi provenant de la synagogue de Fénétrange (vers 1865) au Musée de la Cour d'Or de Metz.

#### Lieux liés au tourisme
- Un bureau d'information touristique se trouve au sein de la cour du château.
- La maison du patrimoine, située 18 rue de l'église, abrite des expositions sur la période médiévale et sur les métiers anciens ayant été exercés dans la cité[53].

### Manifestations culturelles et festivités
- En 1978, la ville organise pour la première fois les « Rencontres culturelles de Fénétrange », au cours desquelles eut lieu une série de concerts ; elles se sont transformées depuis en un festival annuel de musique, devenu depuis 2002 le « Festival de Fénétrange, musique et gastronomie »[54].
- L'association « Les rondes du veilleurs de nuit de Fénétrange » a repris le flambeau de la tradition du veilleur de nuit à Fénétrange, qui a eu cours du Moyen Âge au XXe siècle[55]. Elle offre la possibilité, durant l'été ou sur demande durant le reste de l'année, de suivre le parcours du veilleur de nuit, vêtu de sa tenue ancestrale, dans la cité[56],[57].
- Tous les ans, la commune organise un marché de Noël[58]. Il est à noter que d'autres évènement sont organisés dans le cadre des fêtes, de fin novembre à début janvier[59].

### Personnalités de la commune

#### Personnalités nées à Fénétrange
- Victor Antoni (1882-1966), militant autonomiste lorrain, ancien conseiller général de la Moselle et maire de Fénétrange.
- Henri Damien Juncker (1809-1868), évêque d'Alton dans l'Illinois.
- Pierre Charles Petou-Desnoyers (1764-1838), général des armées de la République et de l'Empire y est né.
- Jean de Frimont (1759-1831), général de corps d'armée autrichien.
- Charles Hyacinthe Leclerc de Landremont (1739-1818), général de division français.
- Anne-Catherine Dorothée de Salm-Kyrbourg (1614-1655), duchesse de Wurtemberg.
- Ernest Bogislaw de Croÿ (1620-1684), dernier héritier des ducs héréditaires de Poméranie.

#### Personnalités liées à Fénétrange
- Henri II de Fénétrange († 1286), archevêque de Trêves.
- Johann Michael Moscherosch (1601-1669) écrivain, homme d'état allemand et un des baillis de la seigneurie de Fénétrange.
- Georges Ditsch (1829-1918), homme politique lorrain, notaire à Fénétrange.
- Diane de Dommartin (1552-1625), baronne de Fénétrange.
- Marcel Dassault dont la famille est originaire de Fénétrange.
- Hans Hammer (1450-1519), architecte, à qui on doit, entre autres, la chaire de la cathédrale de Strasbourg et la collégiale Saint-Rémy de Fénétrange.

### Héraldique
| Blason | Blasonnement : D'azur à une fasce d'argent. Commentaires : Ce sont les armes de la famille de Fénétrange d'ancienne chevalerie. Ce blason est utilisé de longue date, car Constant Lapaix relève qu'un sceau de la ville portait déjà d'azur à la fasce d'argent mais qu'il était brisé d'une rose de même. |

## Fénétrange dans les Arts

### En littérature
Yann Queffélec situe son roman La Femme  sous L'horizon en forêt de Fenetrange dans un manoir russe au bord de l'étang Lac-aux- Brouillards. Il y décrit les paysages, le climat, le cours des saisons et il évoque les silences des villageois
Dans sa pièce La Reine des gueux, drame en 5 actes et 11 tableaux, écrite en 1897, Paul Mahalin évoque la cité par l'intermédiaire du personnage de Christian de Sieck qui est, dans cette œuvre, baron de Fénétrange.
Le roman Il faut que jeunesse se passe du dramaturge et romancier Alexandre de Lavergne comprend le personnage du vicomte de Fénestrange. Le château de la cité est également mentionné dans cette œuvre.
Dans le roman L'Aventurier I, d'Alfred Assollant, un personnage du nom de Robert, Baron de Fénestrange apparaît dès le premier chapitre. Ce chapitre est publié en 1868 dans la 1158e édition du Journal pour tous, magazine littéraire illustré.

## Fénétrange dans les médias
La commune a fait partie de la sélection 2015 de l'émission Le Village préféré des français.